# Budiu Mic, Mureș
Budiu Mic (în maghiară Hagymásbodon) este un sat în comuna Crăciunești din județul Mureș, Transilvania, România.

## Imagini

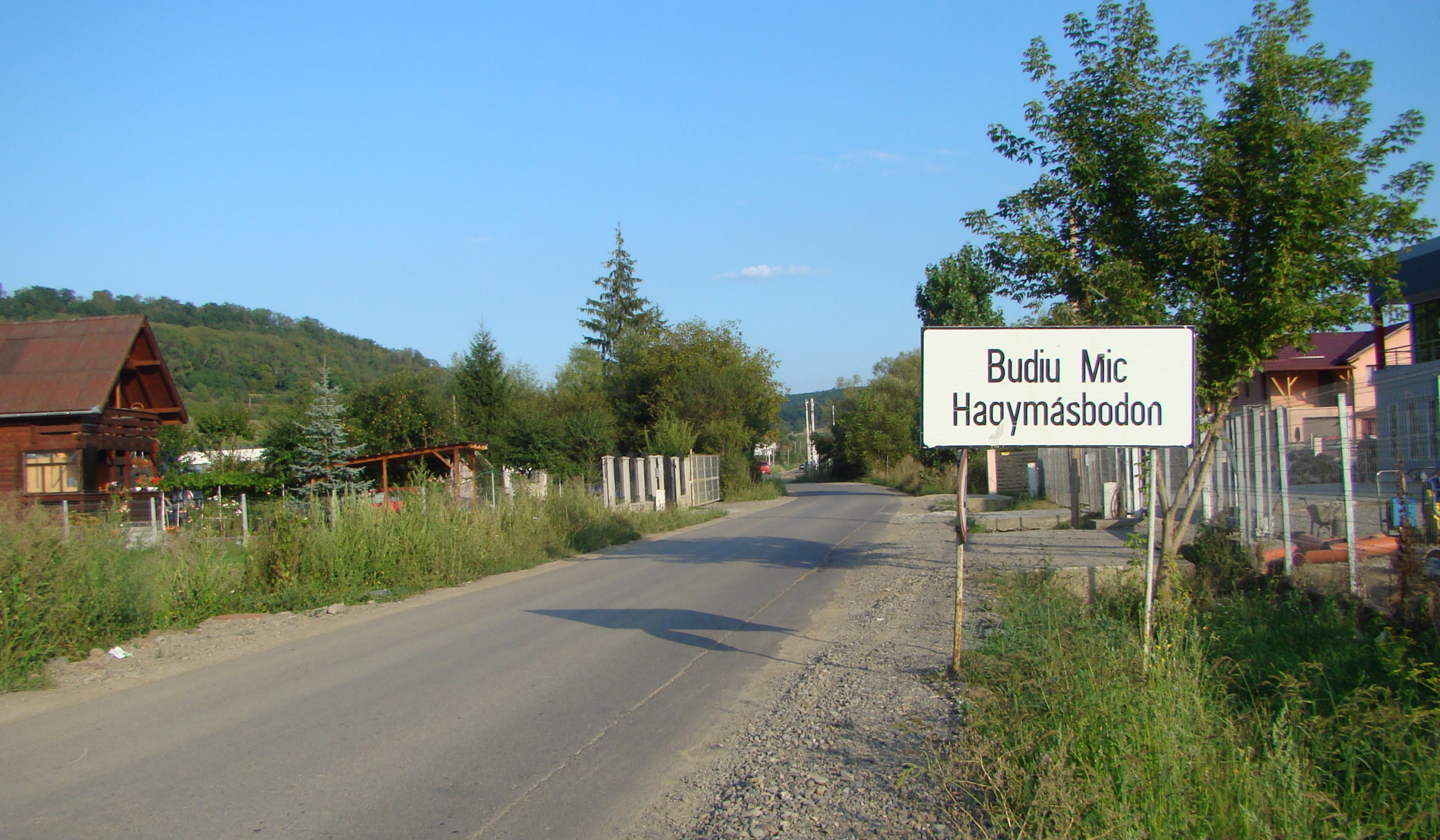
Intrarea în localitate
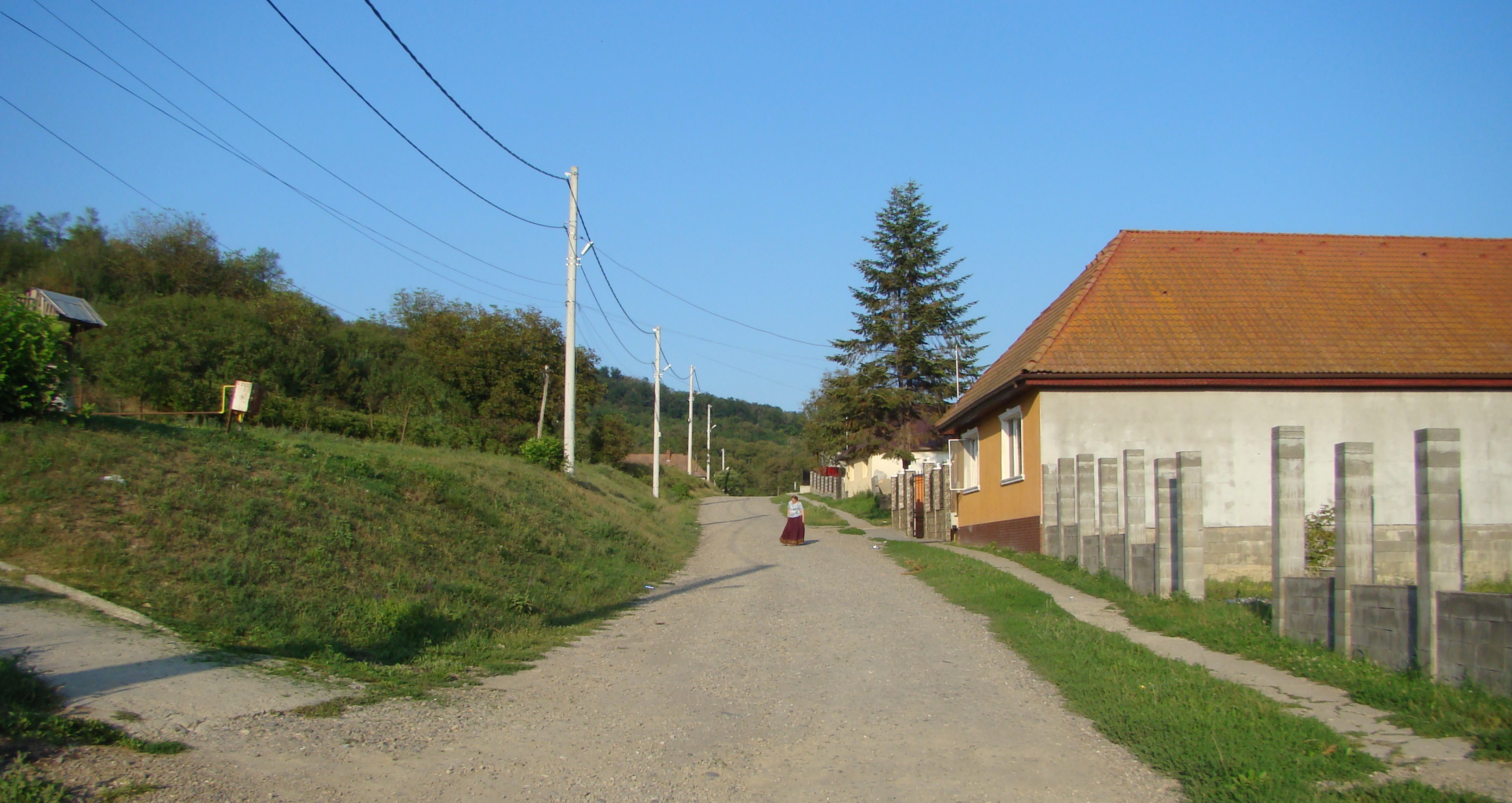
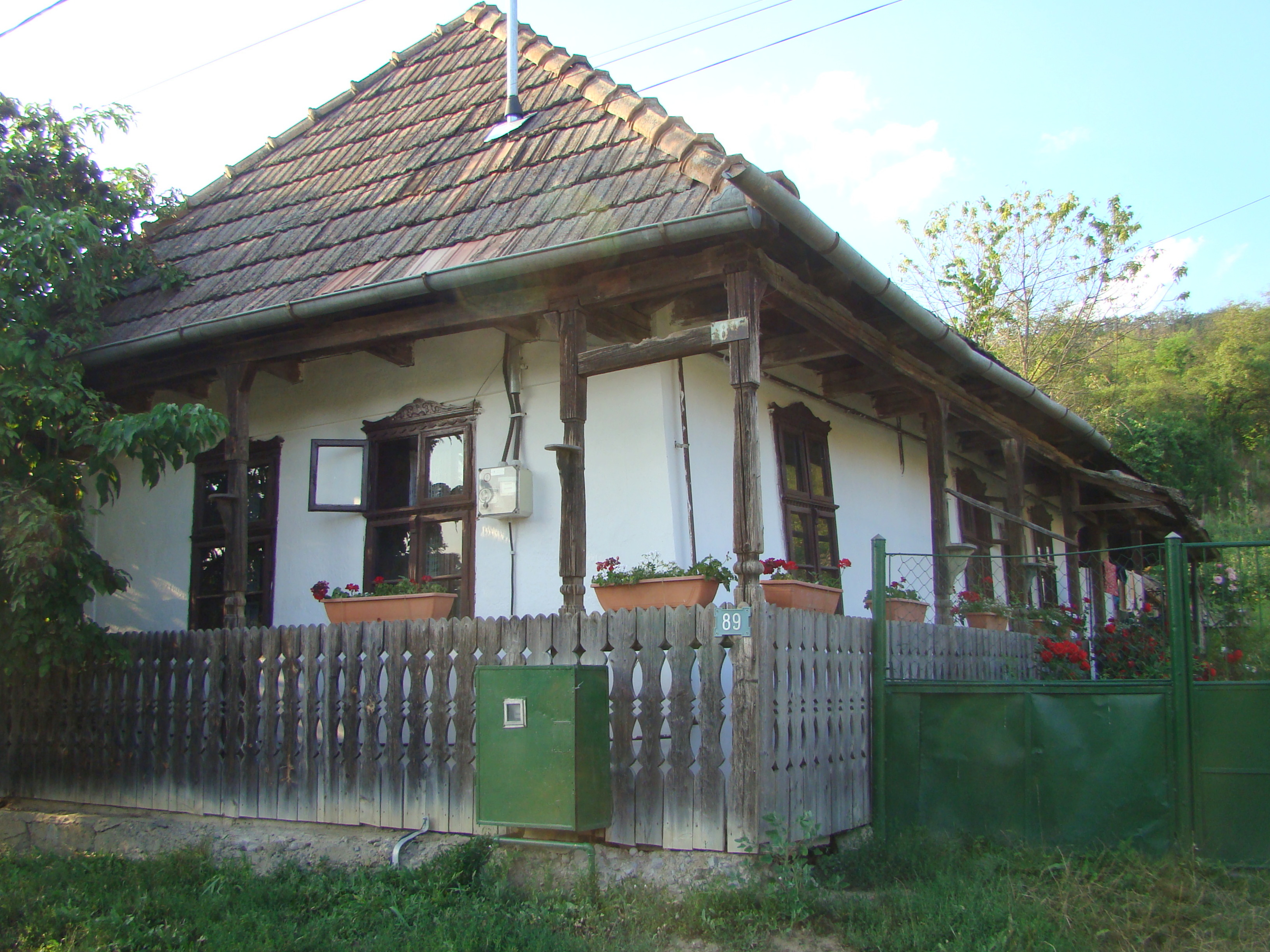
Casă tradițională
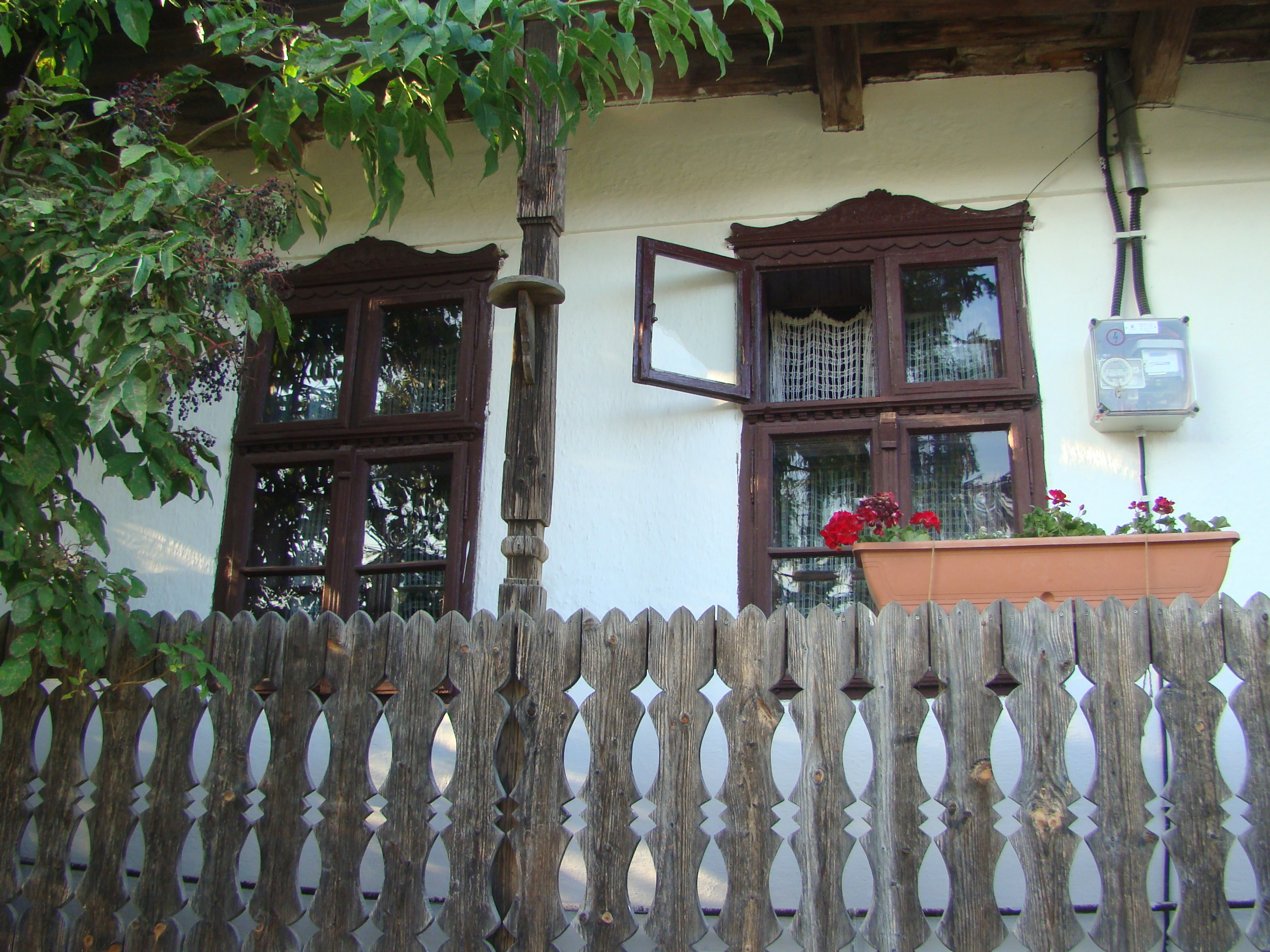
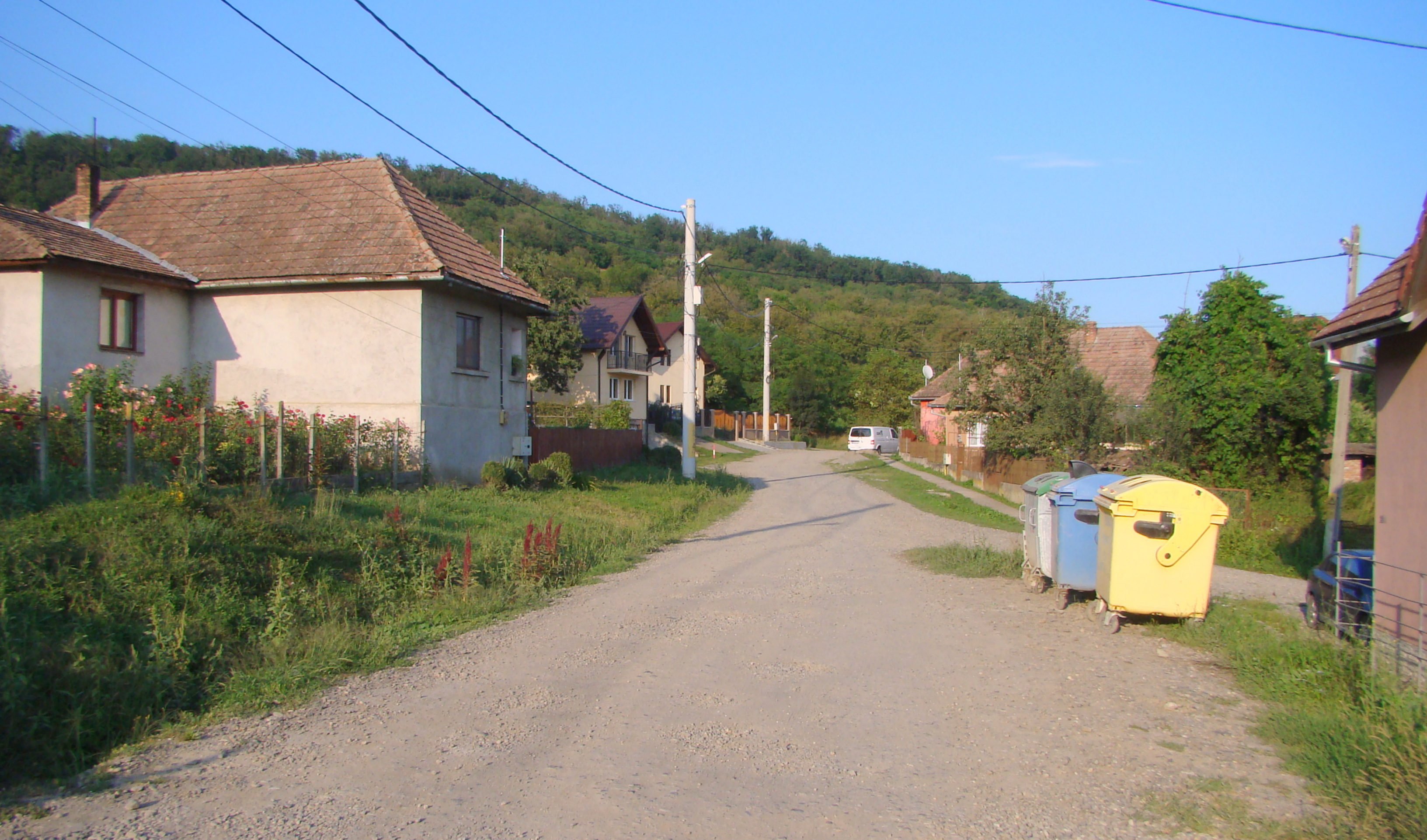
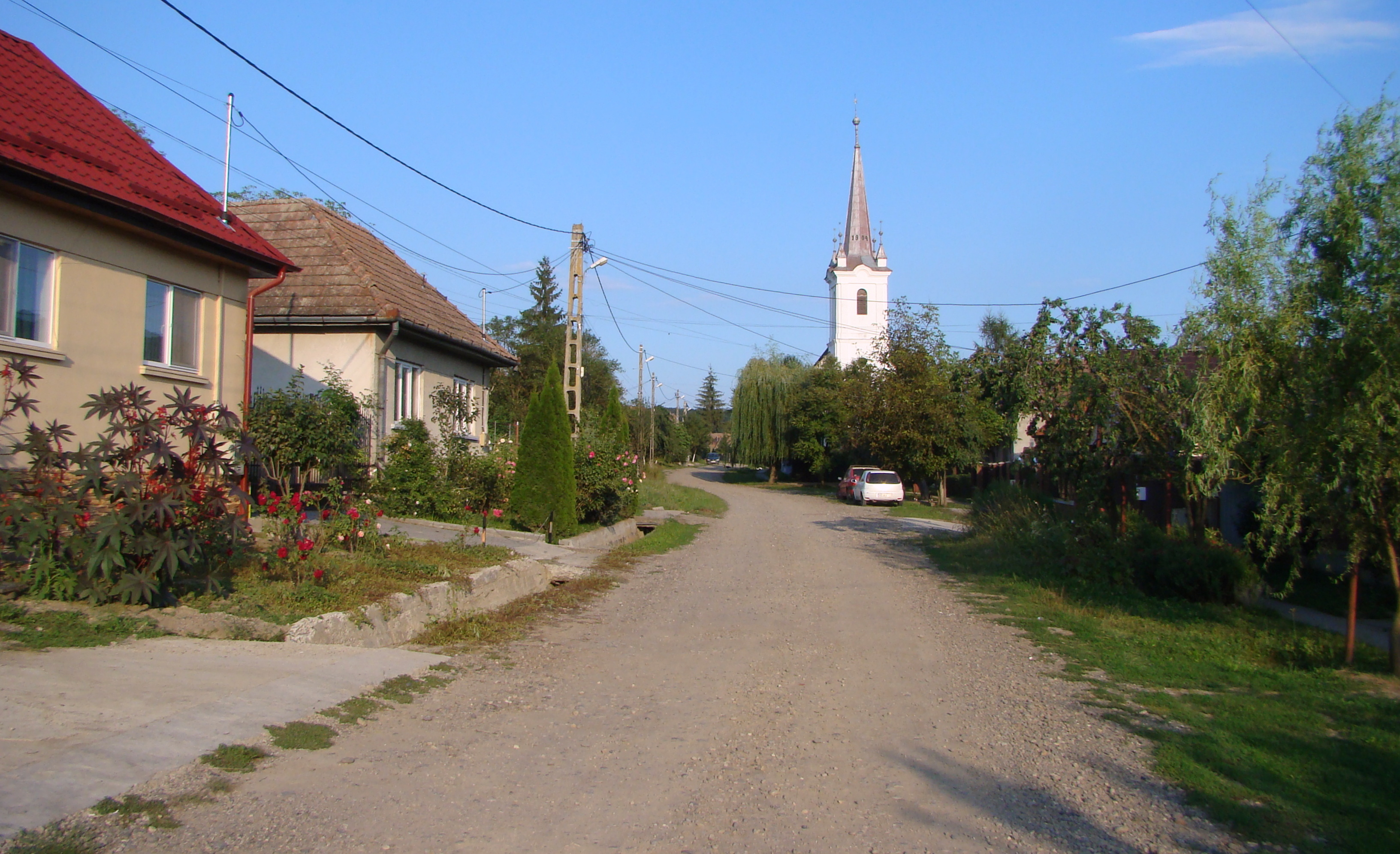
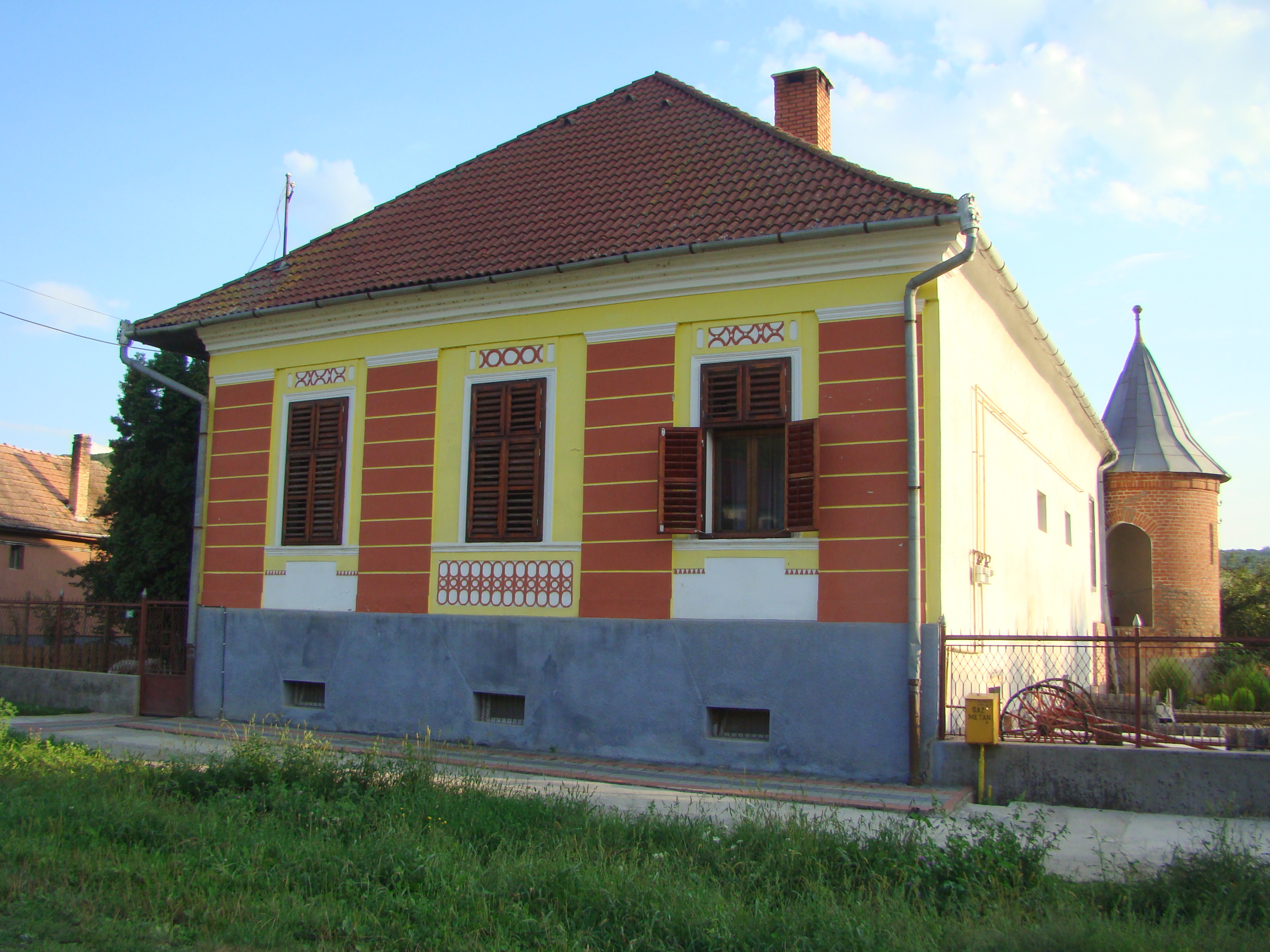
Casă tradițională
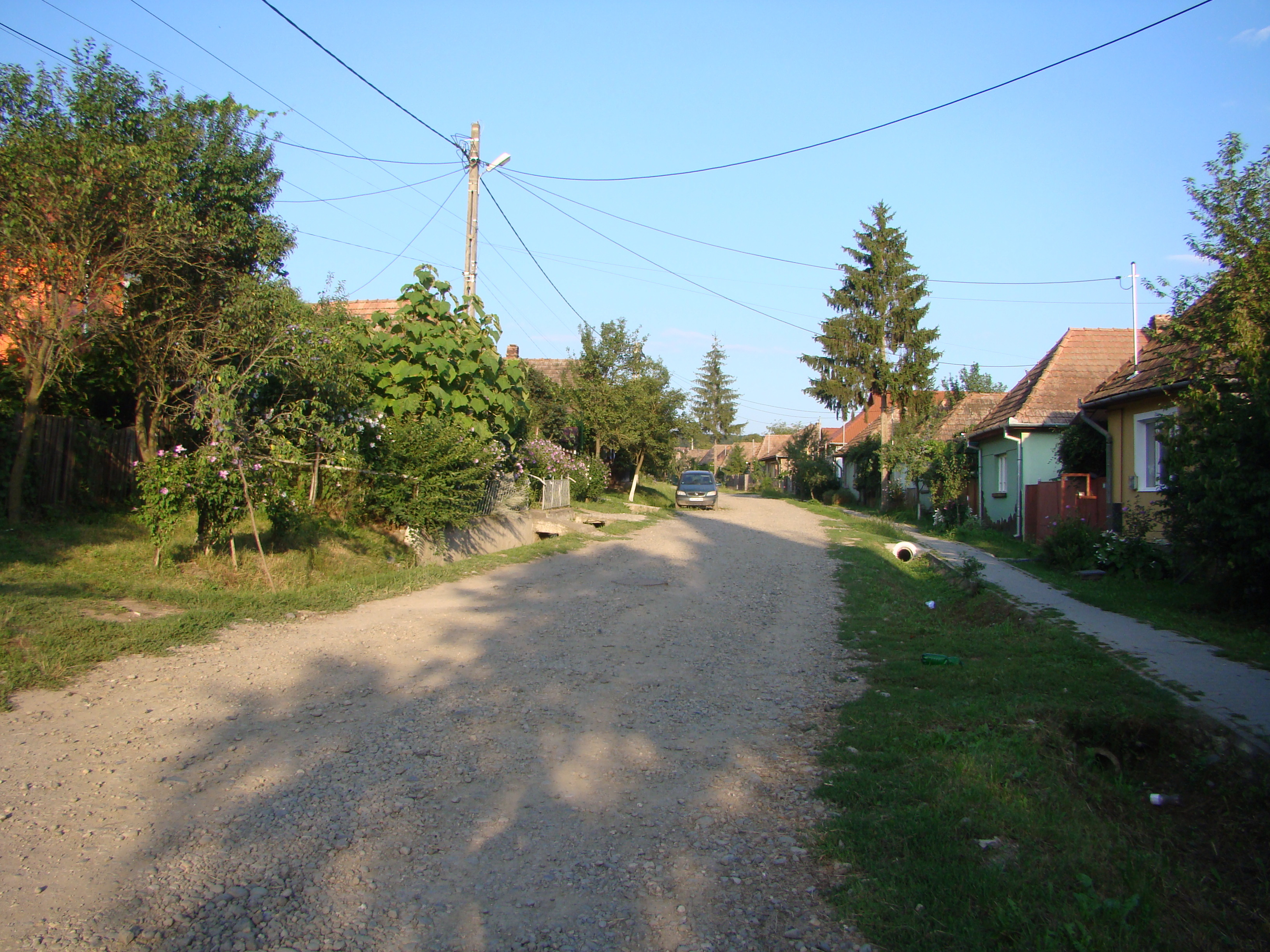
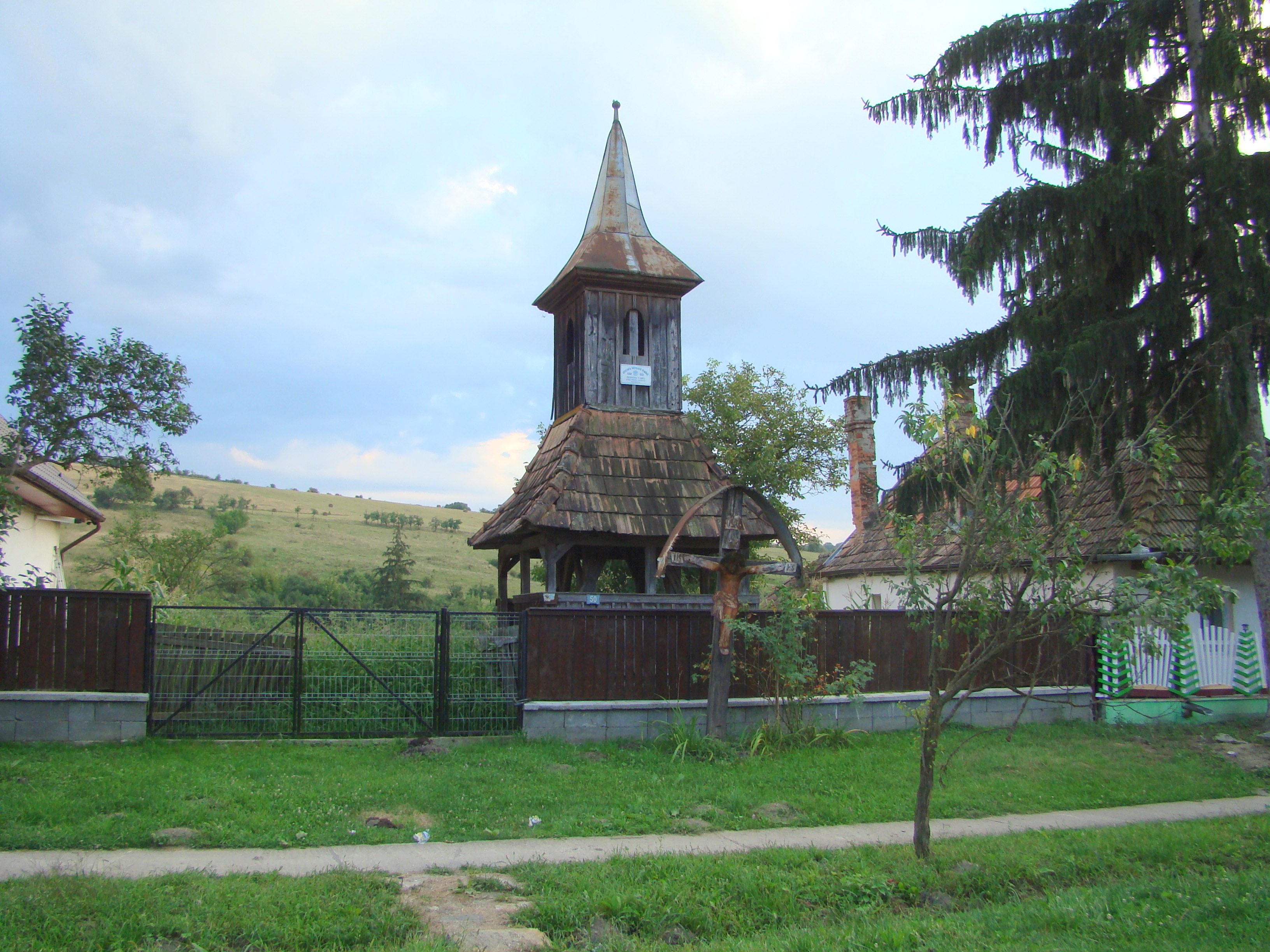
Clopotnița de lemn ortodoxă
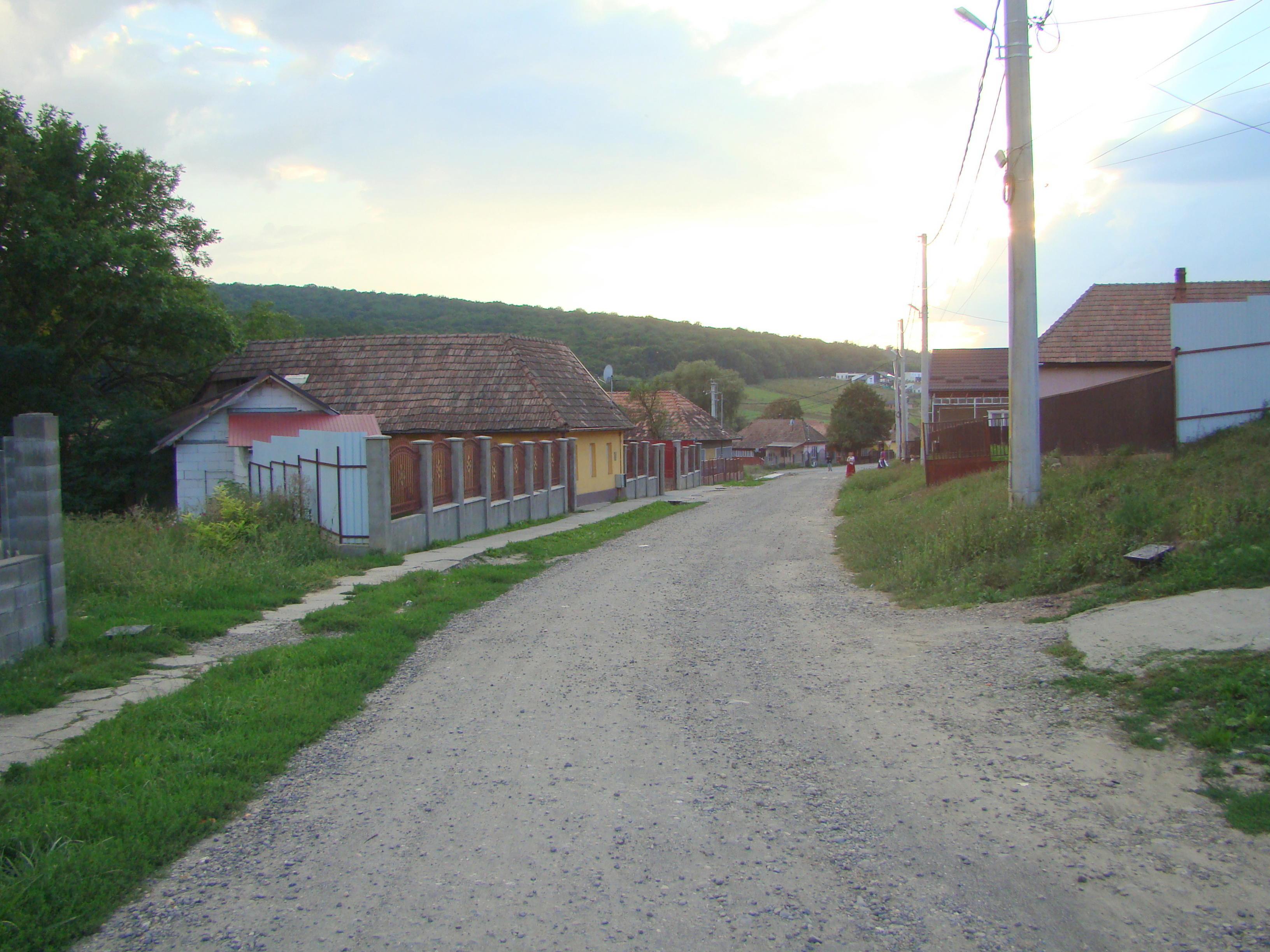
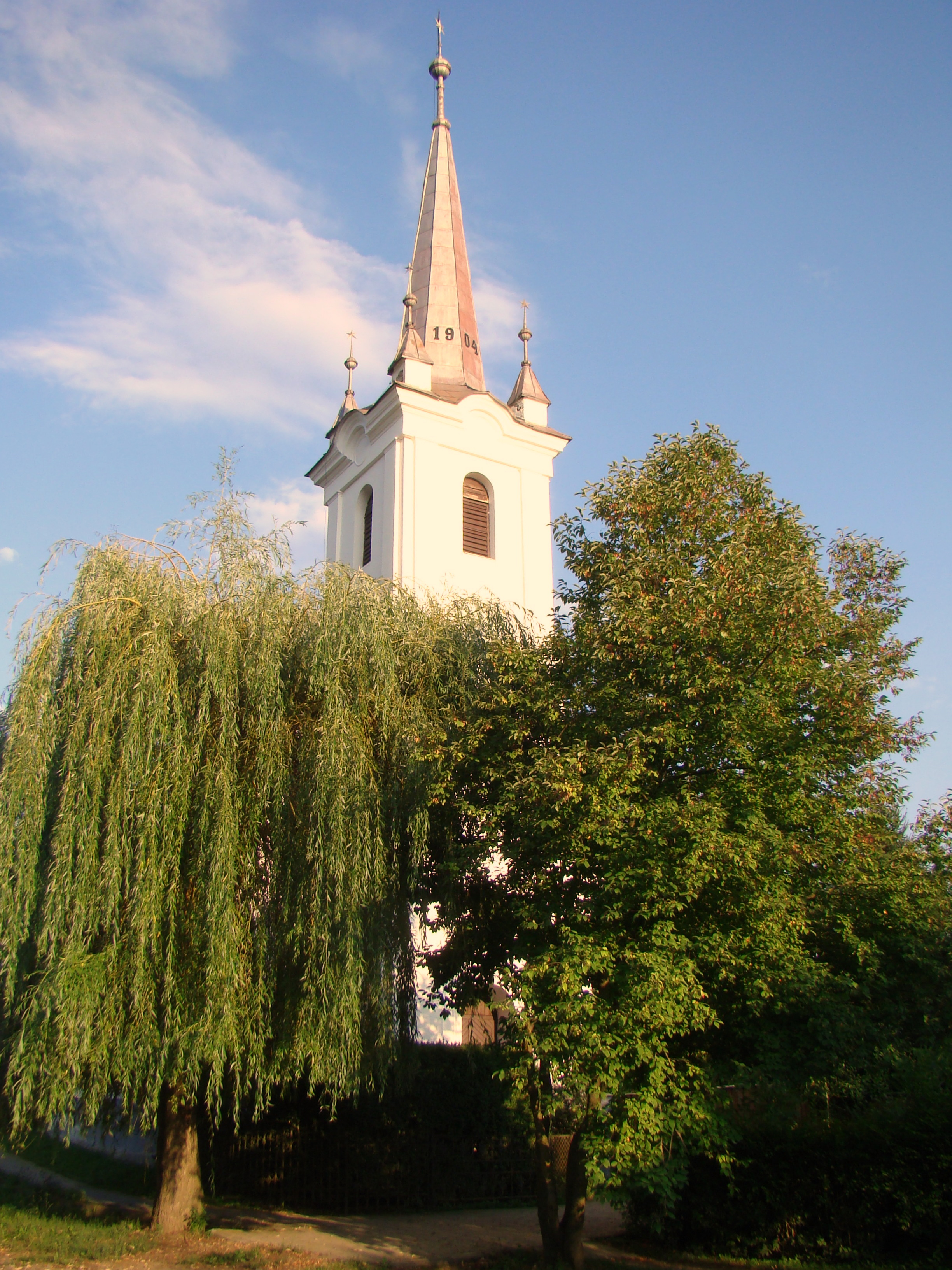
Biserica reformată (1802)
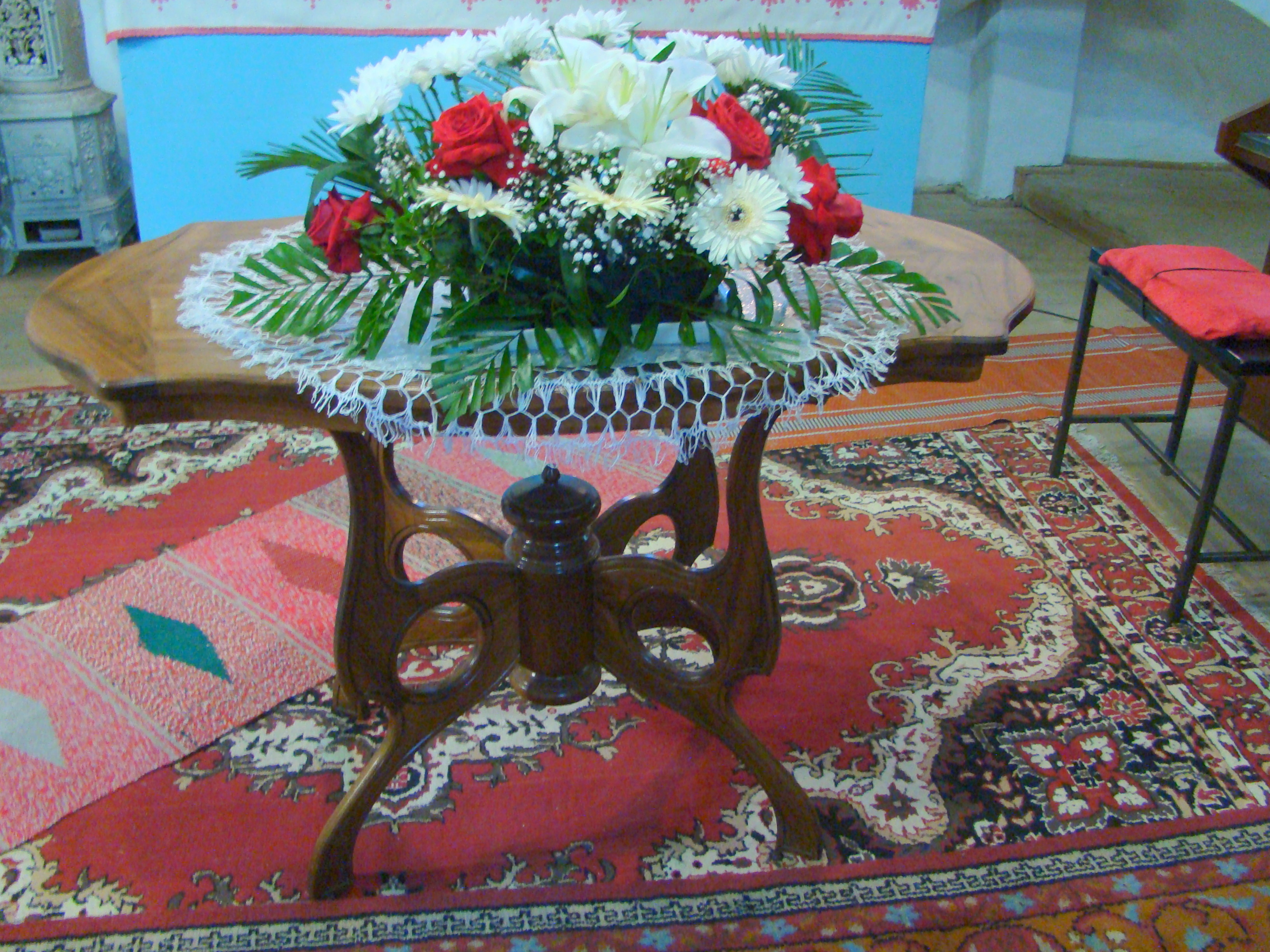
Biserica reformată (Masa Domnului)